# Henri Jeanson
Pour les articles homonymes, voir Jeanson.
Henri Jeanson est un écrivain, journaliste, scénariste et populiste français, né le 6 mars 1900 à Paris 13e et mort le 7 novembre 1970 à Équemauville (Calvados). Il a également été satrape du Collège de 'Pataphysique.

## Biographie

### Famille, enfance et jeunesse
Henri Jeanson est né à Paris boulevard de Port-Royal, d'un père instituteur et professeur d'économie politique. À six ans, il entre à l'école communale de la rue de l'Arbalète. Très jeune, il manifeste un mépris de l'autorité, ainsi à sept ans, tous les matins, lorsqu'il passe devant l'appartement se trouvant au rez-de-chaussée de son immeuble dans lequel vit un officier de paix, il crie « À bas les flics, morts aux vaches ! ». Son père meurt à 45 ans de la tuberculose alors qu'il a 10 ans. Sa mère l'élève seule et doit travailler dans une parfumerie puis à la Banque nationale pour le commerce et l'industrie. Il entre comme boursier au lycée Henri-IV.

### Journaliste avant guerre
En 1917, après divers petits métiers (futur pacifiste, Henri Jeanson occupe ainsi un rôle de figuration de soldat dans une carte « porte-bonheur » pour un marchand de cartes postales…), fréquentant les maisons de tolérance, il devient journaliste au journal La Bataille, organe de la CGT, mais rêve de devenir comédien. En 1918, il est réformé pour faiblesse.
Remarqué pour sa plume redoutable, il est journaliste dans les années 1920 et intervient comme reporter, interviewer ou critique de cinéma, et se distingue par ses bons mots, la virulence de son style et un goût prononcé pour la polémique.
Il travaille dans divers journaux dont le Journal du peuple, Les Hommes du jour, Le Canard enchaîné, où il défend le pacifisme intégral et se lie d'amitié avec Marcel Achard et Antoine de Saint-Exupéry.
En novembre 1923, en reportage en Italie pour le compte de Paris-Soir, il rencontre Kurt Lüdecke, un agent d'influence nazi, collecteur de fonds pour le NSDAP, et, l'interviewant, lui pose cette question : « Quand Hitler se sera emparé du pouvoir, que fera-t-il ? », celui-ci lui répond : « On ne peut rien prévoir. En tout cas, l’Allemagne subira une brutale dictature nationale qui s’inspirera de celle de Lucius Cornelius dans la Rome antique. Pour restituer à notre patrie la liberté de l’intérieur et de l’extérieur et pour faire respecter les droits du peuple allemand, nous emploierons tous les moyens. Pour le salut de la culture chrétienne, les autres peuples suivront notre exemple. Nous séculariserons les biens juifs et nous irons exterminer les derniers survivants en Russie. »
En avril 1932, il se fait remarquer par sa célèbre apostrophe au préfet de police Jean Chiappe parue dans le quotidien Les Hommes du jour d'Henri Fabre. Le titre était Little flic Quiappe, préfet sur talonnettes. Il y ajoutait le post-scriptum suivant :

« Lorsque j'ai déménagé, j'ai envoyé à M. Quiappe la carte suivante : Henri Jeanson, 14, rue de la Fontaine, Auteuil 33-12. Et j'ai ajouté de ma main sur cette carte : Pour tous renseignements s'adresser à la concierge. Au cas où, selon sa louable habitude, M. Quiappe voudrait, soit mettre de la coco dans mes poches, soit me compromettre dans j'ignore quelle affaire, il sait où me trouver : 14, rue La Fontaine, 2e étage à droite. La sonnette fonctionne. »

Il démissionne du Canard enchaîné en 1937, par solidarité avec Jean Galtier-Boissière. Il s'en explique dans La Flèche de Paris, où il tiendra dès lors une rubrique de critique cinématographique.
Il est condamné en juillet 1939 à 18 mois de prison pour avoir publié dans SIA (Solidarité internationale antifasciste), le périodique fondé en novembre 1938 par Louis Lecoin, plusieurs articles sur les colonies portant atteinte à l'intégrité du territoire national.
Le 3 juillet 1939, il est également condamné à 100 francs d'amende pour un article dans lequel il félicitait Herschel Feidel Grynszpan pour son attentat contre Ernst vom Rath, conseiller à l'ambassade d'Allemagne à Paris. Il est arrêté, en novembre 1939, alors qu'il a déjà rejoint son régiment à Meaux, pour des articles parus en mars et août 1939 et pour avoir signé le tract de Louis Lecoin « Paix immédiate ». Le 20 décembre 1939, il est condamné par un tribunal militaire à 5 ans de prison pour « provocation de militaires à la désobéissance », mais ne restera en prison que quatre mois.

### Parcours pendant la Seconde Guerre mondiale
Début 1940, Henri Jeanson est en prison pour ses écrits pacifistes. Sa levée d'écrou est obtenue par César Campinchi, avocat et ministre, en mai 1940,. Il est démobilisé lors de l'armistice du 24 Juin 1940. Il ne quitte pas Paris et, entré en contact avec Roger Capgras, mandataire des halles et directeur du Théâtre des Ambassadeurs, se voit confier en août 1940 la rédaction en chef d'Aujourd'hui, un journal « indépendant ». Le premier numéro sort le 10 septembre 1940. En novembre 1940, les autorités allemandes somment le polémiste de prendre publiquement position contre les Juifs et en faveur de la politique de collaboration avec l'État français. Henri Jeanson démissionne alors, puis retourne en prison. Il est libéré quelques mois après, à la suite de l'intervention de son ami Gaston Bergery, néoradical passé à la collaboration par ultra-pacifisme. Interdit désormais de presse et de cinéma, il travaille au noir, écrivant des dialogues de films qu'il ne signe pas. Avec Pierre Bénard, il participe à l'élaboration de feuilles clandestines et manque d'être encore une fois arrêté en 1942. Il restera dans la clandestinité jusqu'à la Libération.

### Journaliste après guerre
Henri Jeanson retrouve la rédaction du Canard enchaîné à la Libération. Il reprend alors son métier de journaliste (au Crapouillot, au Canard enchaîné, à Combat, à l'Aurore). Il quitte la rédaction du Canard enchaîné en avril 1947, à la suite d'un article coupé sur le sujet « Aragon, Elsa Triolet, Maurice Thorez et les communistes ». Ce départ fut l'occasion d'éclats, et de règlements de comptes dans la presse. Il revint ensuite au journal, et publia jusqu'en 1970 des articles dans le Canard enchaîné (où il signait ses philippiques du pseudonyme d'« Huguette ex-Micro », allusion malicieuse à l'actrice créditée sous le nom d'Huguette ex-Duflos). Il participe à Cinémonde. De 1967 à 1970, il est critique de télévision pour le quotidien L'Aurore.
Il fut redouté dans le monde des arts et de la politique pour ses formules assassines. Ainsi à propos de l'actrice Maud Loty : « Un mégot de femme ramassé sur le trottoir », du journaliste Clément Vautel « qu'il lit d'un derrière distrait ».
Il a également mené, en avant-garde, de grands combats politiques (pacifisme, anticolonialisme, défense de la liberté d'expression), tout en demeurant toujours un homme libre. Ainsi, en 1956, il rédige et signe la préface d'un livre de Paul Rassinier intitulé Le Parlement aux mains des banques.
Henri Jeanson a abandonné le cinéma en 1965 pour se consacrer au journalisme polémique et à la rédaction de ses mémoires, qui seront publiés sous le titre 70 Ans d'adolescence, quelques mois après sa mort. Il est mort à Équemauville, près d’Honfleur (Calvados) le 6 novembre 1970.

### Scénariste et dialoguiste
1932, Henri Jeanson signe le scénario et les dialogues de La Dame de chez Maxim's d'Alexander Korda, film qui marque les débuts de sa carrière d'écrivain de cinéma.
Son talent et son esprit sont sollicités par de grands cinéastes, notamment Robert Siodmak (Mister Flow, 1936), Julien Duvivier (Pépé le Moko, 1936), Maurice Tourneur (Le Patriote, 1937), Marc Allégret (Entrée des artistes, 1938) ou Marcel Carné (Hôtel du Nord, 1938).
À la Libération, il retrouve sa place au générique de nombreux films, parmi lesquels Un revenant (1946) et Fanfan la Tulipe (1951) de Christian-Jaque, Copie conforme (1946) de Jean Dréville, Les Maudits (1947) de René Clément, La Minute de vérité (1952) de Jean Delannoy, La Fête à Henriette (1952), Pot-bouille (1957) et Le Diable et les Dix Commandements de Julien Duvivier, Montparnasse 19 (1957) de Jacques Becker, La Vache et le Prisonnier (1959) d'Henri Verneuil.
Il réalise en 1949, Lady Paname, une évocation nostalgique du monde du spectacle dans les années 1920, interprétée par son ami Louis Jouvet et Suzy Delair.

### Vie privée
En 1928, Henri Jeanson épouse l'actrice Marion Delbo ; après leur divorce, il se remarie en 1967 avec la comédienne et scénariste Claude Marcy (1899-1996).

## Filmographie
Scénario et dialogues
- 1933 : L'École des auteurs de Germain Fried
- 1933 : Le Jugement de minuit d'Alexandre Esway
- 1933 : La Dame de chez Maxim d'Alexander Korda
- 1933 : Les Aventures du roi Pausole d'Alexis Granowsky
- 1933 : Bach millionnaire de Henry Wulschleger
- 1933 : Mariage à responsabilité limitée de Jean de Limur
- 1934 : Sidonie Panache de Henry Wulschleger
- 1935 : Marchand d'amour d'Edmond T. Gréville
- 1936 : Mister Flow de Robert Siodmak
- 1936 : Le Mioche de Léonide Moguy. Non crédité selon le témoignage de Jeanne Witta
- 1937 : Pépé le Moko de Julien Duvivier
- 1937 : Le Chemin de Rio (Cargaison blanche) de Robert Siodmak
- 1937 : Un carnet de bal de Julien Duvivier
- 1937 : Les Rois du sport de Pierre Colombier
- 1937 : Le Mensonge de Nina Petrovna de Viktor Tourjansky
- 1937 : Naples au baiser de feu d'Augusto Genina
- 1938 : Prison sans barreaux de Léonide Moguy
- 1938 : Tarakanowa de Fédor Ozep
- 1938 : Gargousse d'Henry Wulschleger
- 1938 : Le Patriote de Maurice Tourneur
- 1938 : Entrée des artistes de Marc Allégret
- 1938 : Le Drame de Shanghaï de Georg Wilhelm Pabst
- 1938 : Hôtel du Nord de Marcel Carné
- 1940 : Parade en sept nuits de Marc Allégret. Non crédité
- 1942 : La Nuit fantastique de Marcel L'Herbier
- 1943 : L'Honorable Catherine de Marcel L'Herbier
- 1943 : L'Île d'amour (film, 1944) de Maurice Cam. Non crédité
- 1943 : Service de nuit (film, 1944) de Jean Faurez. Non crédité
- 1944 : Bonsoir mesdames, bonsoir messieurs (non crédité) de Roland Tual
- 1944 : L'aventure est au coin de la rue de Jacques Daniel-Norman. Non crédité
- 1944 : Carmen (non crédité) de Christian-Jaque
- 1944 : Florence est folle (non crédité) de Georges Lacombe
- 1945 : Farandole d'André Zwoboda
- 1945 : Boule de Suif de Christian-Jaque
- 1945 : Le Jugement dernier de René Chanas
- 1946 : Un revenant de Christian-Jaque
- 1947 : Copie conforme de Jean Dréville
- 1947 : Les Amoureux sont seuls au monde d'Henri Decoin
- 1947 : Les Maudits de René Clément
- 1947 : La Taverne du poisson couronné de René Chanas
- 1947 : Carré de valets (non crédité) d'André Berthomieu
- 1948 : La Vie en rose, de Jean Faurez
- 1948 : Scandale (film, 1948) de René Le Hénaff
- 1948 : Les amoureux sont seuls au monde d'Henri Decoin
- 1948 : Aux yeux du souvenir de Jean Delannoy
- 1949 : Entre onze heures et minuit (non crédité) d'Henri Decoin
- 1949 : Au royaume des cieux de Julien Duvivier
- 1950 : Lady Paname d'Henri Jeanson
- 1950 : Meurtres ? de Richard Pottier
- 1950 : Pour l'amour du ciel (È più facile che un cammello...) de Luigi Zampa
- 1950 : Souvenirs perdus , segments Une cravate de fourrure, La couronne mortuaire de Christian-Jaque
- 1951 : Sous le ciel de Paris de Julien Duvivier (commentaire)
- 1951 : Identité judiciaire, d'Hervé Bromberger
- 1951 : Barbe-Bleue de Christian-Jaque
- 1951 : Le Garçon sauvage de Jean Delannoy
- 1952 : Fanfan la Tulipe de Christian-Jaque
- 1952 : L'Homme de ma vie de Guy Lefranc
- 1952 : La Minute de vérité de Jean Delannoy
- 1952 : La Fête à Henriette de Julien Duvivier
- 1954 : Destinées , segment Lysistrata de Christian-Jaque
- 1954 : Madame du Barry de Christian-Jaque
- 1955 : Le Printemps, l'Automne et l'Amour de Gilles Grangier
- 1955 : Nana de Christian-Jaque
- 1957 : Les étoiles ne meurent jamais (documentaire) de Max de Vaucorbeil
- 1957 : Pot-Bouille de Julien Duvivier
- 1957 : Nathalie de Christian-Jaque
- 1958 : Maxime d'Henri Verneuil
- 1958 : Le Miroir à deux faces d'André Cayatte. Non crédité
- 1958 : Montparnasse 19  (non crédité) de Jacques Becker
- 1959 : Guinguette de Jean Delannoy
- 1959 : Marie-Octobre de Julien Duvivier
- 1959 : Nathalie, agent secret d'Henri Decoin
- 1959 : La Vache et le Prisonnier d'Henri Verneuil
- 1960 : L'Affaire d'une nuit d'Henri Verneuil
- 1960 : Terrain vague de Marcel Carné
- 1961 : Vive Henri IV, vive l'amour de Claude Autant-Lara
- 1961 : Le Puits aux trois vérités de François Villiers
- 1961 : C'est pas toujours du caviar (Es muß nicht immer Kaviar sein) de Géza von Radványi
- 1961 : Top secret- C'est pas toujours du caviar (Diesmal muß es Kaviar sein) de Géza von Radványi
- 1961 : Madame Sans-Gêne de Christian-Jaque
- 1962 : Le crime ne paie pas, segment L'Affaire Hugues de Gérard Oury
- 1962 : Le Diable et les Dix Commandements, segments Père et mère tu honoreras, Tu ne mentiras point, Tu ne jureras point de Julien Duvivier
- 1963 : Le Glaive et la Balance d'André Cayatte
- 1963 : Les Bonnes Causes de Christian-Jaque
- 1964 : La Tulipe noire de Christian-Jaque
- 1964 : Le Repas des fauves de Christian-Jaque
- 1965 : Le Majordome de Jean Delannoy
- 1965 : Pas de caviar pour tante Olga de Jean Becker
- 1966 : Paris au mois d'août de Pierre Granier-Deferre
- 1966 : Le Saint prend l'affût de Christian-Jaque
- 1968 : L'Homme à la Buick de Gilles Grangier

## Écrivain
Henri Jeanson a aussi écrit pour le théâtre (sa discipline artistique favorite), sans grand succès toutefois. Il fut membre de l'Académie de l'Humour et de l'Académie Rabelais. Au théâtre, il écrit entre autres : Amis comme avant, Aveux spontanés, Le Petit Navire, Toi que j'ai tant aimée, L'Heure éblouissante.

## Publications
- Entrée des Artistes. La Nouvelle édition - Les classiques du cinéma français. 1946.
- 70 Ans d'adolescence. Stock, 1971.
- En verve. Mots, propos, aphorismes. Éditions Horay, 1971.